# Liste der Nummer-eins-Hits in der Schweiz (2020)
Dies ist eine Liste der Nummer-eins-Hits in der Schweiz im Jahr 2020. Sie basiert auf den Top 100 Singles und Top 100 Alben der offiziellen Schweizer Hitparade. Die Singlecharts werden jeweils am Sonntag nach Ende der Verkaufswoche veröffentlicht. Die Albumcharts tragen dasselbe Charteintrittsdatum, sie werden aber erst am Mittwoch darauf bekanntgegeben.

## Singles
| ← 2019 ← | Liste der Nummer-eins-Hits in der Schweiz | Liste der Nummer-eins-Hits in der Schweiz  | Liste der Nummer-eins-Hits in der Schweiz                                                                                        | 2021 → |
| \| Zeitraum \| Wo. ges. \| Interpret \| Titel Autor(en) \| Zusätzliche Informationen \| \| (Zeitraum, Wochen auf Platz eins, Interpret, Titel, Autor[en], zusätzliche Informationen) \| \| \| \| \| \| ----------------------------------------------------------------------------------------- \| -------- \| ------------------------------------------ \| -------------------------------------------------------------------------------------------------------------------------------- \| ------------------------------------------------------------------------------------------------------------------------------------------------------------------------------------------- \| \| 29. Dezember 2019 – 4. Januar 2020 1 Woche (insgesamt 22) \| 22 \| Mariah Carey \| All I Want for Christmas Is You Walter N. Afanasieff, Mariah Carey \| – \| \| 5. Januar 2020 – 8. Februar 2020 5 Wochen (insgesamt 20) \| 20 \| Tones and I \| Dance Monkey Toni Elizabeth Watson \| – \| \| 9. Februar 2020 – 9. Mai 2020 13 Wochen \| 13 \| The Weeknd \| Blinding Lights Ahmad Balshe, Oscar Thomas Holter, Martin Karl Sandberg, Jason Matthew Quenneville, Abel Tesfaye \| – \| \| 10. Mai 2020 – 16. Mai 2020 1 Woche \| 1 \| Capital Bra & Loredana \| Nicht verdient Musik: Konstantin Scherer, Vincent Stein, Bujar Malaj; Text: Vladislav Balovatsky, Ghassan Rawlami, Loredana Zefi \| Während Capital Bra bereits seinen siebten Nummer-eins-Hit erreicht, ist es für die in der Schweiz lebenden Rapperin Loredana die erste Nummer-eins-Platzierung in der Schweizer Hitparade. \| \| 17. Mai 2020 – 23. Mai 2020 1 Woche \| 1 \| Apache 207 \| Fame Musik: Jennifer Atswei Akpor Allendörfer, Luís-Florentino Cruz; Text: Volkan Yaman \| – \| \| 24. Mai 2020 – 11. Juli 2020 7 Wochen \| 7 \| DaBaby feat. Roddy Ricch \| Rockstar Jonathan Lyndale Kirk, Rodrick Wayne Moore Jr., Ross Joseph Portaro IV \| – \| \| 12. Juli 2020 – 5. September 2020 8 Wochen \| 8 \| Jawsh 685 & Jason Derulo \| Savage Love (Laxed – Siren Beat) Jacob Kasher Hindlin, Jason Joel Desrouleaux, Philippe Henri Greiss, Joshua Christian Nanai \| – \| \| 6. September 2020 – 26. September 2020 3 Wochen (insgesamt 21) \| 21 \| Master KG feat. Burna Boy & Nomcebo Zikode \| Jerusalema (Remix) Kgaogelo Moagi, Nomcebo Nothule Nkwanyana, Damini Ebunoluwa Ogulu \| – \| \| 27. September 2020 – 3. Oktober 2020 1 Woche \| 1 \| 24kGoldn feat. Iann Dior \| Mood Keegan Christopher Bach, Omer Fedi, Golden Landis von Jones, Michael Ian Olmo, Blake Slatkin \| – \| \| 4. Oktober 2020 – 12. Dezember 2020 10 Wochen (insgesamt 21) \| 21 \| Master KG feat. Burna Boy & Nomcebo Zikode \| Jerusalema (Remix) Kgaogelo Moagi, Nomcebo Nothule Nkwanyana, Damini Ebunoluwa Ogulu \| – \| \| 13. Dezember 2020 – 2. Januar 2021 3 Wochen (insgesamt 22) \| 22 \| Mariah Carey \| All I Want for Christmas Is You Walter N. Afanasieff, Mariah Carey \| – \| |                                           |                                            | | |
| ← 2019 |                                           |                                            | | → 2021 → |
| Zeitraum | Wo. ges.                                  | Interpret                                  | Titel Autor(en) | Zusätzliche Informationen |
| (Zeitraum, Wochen auf Platz eins, Interpret, Titel, Autor[en], zusätzliche Informationen) |                                           |                                            | | |
| 29. Dezember 2019 – 4. Januar 2020 1 Woche (insgesamt 22) | 22                                        | Mariah Carey                               | All I Want for Christmas Is You Walter N. Afanasieff, Mariah Carey                                                               | – |
| 5. Januar 2020 – 8. Februar 2020 5 Wochen (insgesamt 20) | 20                                        | Tones and I                                | Dance Monkey Toni Elizabeth Watson                                                                                               | – |
| 9. Februar 2020 – 9. Mai 2020 13 Wochen | 13                                        | The Weeknd                                 | Blinding Lights Ahmad Balshe, Oscar Thomas Holter, Martin Karl Sandberg, Jason Matthew Quenneville, Abel Tesfaye                 | – |
| 10. Mai 2020 – 16. Mai 2020 1 Woche | 1                                         | Capital Bra & Loredana                     | Nicht verdient Musik: Konstantin Scherer, Vincent Stein, Bujar Malaj; Text: Vladislav Balovatsky, Ghassan Rawlami, Loredana Zefi | Während Capital Bra bereits seinen siebten Nummer-eins-Hit erreicht, ist es für die in der Schweiz lebenden Rapperin Loredana die erste Nummer-eins-Platzierung in der Schweizer Hitparade. |
| 17. Mai 2020 – 23. Mai 2020 1 Woche | 1                                         | Apache 207                                 | Fame Musik: Jennifer Atswei Akpor Allendörfer, Luís-Florentino Cruz; Text: Volkan Yaman                                          | – |
| 24. Mai 2020 – 11. Juli 2020 7 Wochen | 7                                         | DaBaby feat. Roddy Ricch                   | Rockstar Jonathan Lyndale Kirk, Rodrick Wayne Moore Jr., Ross Joseph Portaro IV                                                  | – |
| 12. Juli 2020 – 5. September 2020 8 Wochen | 8                                         | Jawsh 685 & Jason Derulo                   | Savage Love (Laxed – Siren Beat) Jacob Kasher Hindlin, Jason Joel Desrouleaux, Philippe Henri Greiss, Joshua Christian Nanai     | – |
| 6. September 2020 – 26. September 2020 3 Wochen (insgesamt 21) | 21                                        | Master KG feat. Burna Boy & Nomcebo Zikode | Jerusalema (Remix) Kgaogelo Moagi, Nomcebo Nothule Nkwanyana, Damini Ebunoluwa Ogulu                                             | – |
| 27. September 2020 – 3. Oktober 2020 1 Woche | 1                                         | 24kGoldn feat. Iann Dior                   | Mood Keegan Christopher Bach, Omer Fedi, Golden Landis von Jones, Michael Ian Olmo, Blake Slatkin                                | – |
| 4. Oktober 2020 – 12. Dezember 2020 10 Wochen (insgesamt 21) | 21                                        | Master KG feat. Burna Boy & Nomcebo Zikode | Jerusalema (Remix) Kgaogelo Moagi, Nomcebo Nothule Nkwanyana, Damini Ebunoluwa Ogulu                                             | – |
| 13. Dezember 2020 – 2. Januar 2021 3 Wochen (insgesamt 22) | 22                                        | Mariah Carey                               | All I Want for Christmas Is You Walter N. Afanasieff, Mariah Carey                                                               | – |

## Alben
| ← 2019 ← | Liste der Nummer-eins-Hits in der Schweiz | Liste der Nummer-eins-Hits in der Schweiz | Liste der Nummer-eins-Hits in der Schweiz                             | 2021 →                    |
| \| Zeitraum \| Wo. ges. \| Interpret \| Titel \| Zusätzliche Informationen \| \| (Zeitraum, Wochen auf Platz eins, Interpret, Titel, zusätzliche Informationen) \| \| \| \| \| \| ------------------------------------------------------------------------------ \| -------- \| ----------------------------------- \| --------------------------------------------------------------------- \| ------------------------- \| \| 29. Dezember 2019 – 4. Januar 2020 1 Woche \| 1 \| Bushido & Animus \| Carlo Cokxxx Nutten 4 \| – \| \| 5. Januar 2020 – 11. Januar 2020 1 Woche (insgesamt 2) \| 2 \| Coldplay \| Everyday Life \| – \| \| 12. Januar 2020 – 18. Januar 2020 1 Woche \| 1 \| Daniela Alfinito \| Liebes-Tattoo \| – \| \| 19. Januar 2020 – 25. Januar 2020 1 Woche \| 1 \| Chlyklass \| Deitinge Nord \| – \| \| 26. Januar 2020 – 8. Februar 2020 2 Wochen \| 2 \| Eminem \| Music to Be Murdered By \| – \| \| 9. Februar 2020 – 15. Februar 2020 1 Woche \| 1 \| Loco Escrito \| Estoy Bien \| – \| \| 16. Februar 2020 – 22. Februar 2020 1 Woche \| 1 \| Green Day \| Father of All Motherfuckers \| – \| \| 23. Februar 2020 – 29. Februar 2020 1 Woche \| 1 \| Justin Bieber \| Changes \| – \| \| 1. März 2020 – 7. März 2020 1 Woche \| 1 \| BTS \| Map of the Soul: 7 \| – \| \| 8. März 2020 – 14. März 2020 1 Woche \| 1 \| Böhse Onkelz \| Böhse Onkelz \| – \| \| 15. März 2020 – 21. März 2020 1 Woche \| 1 \| Les Enfoirés \| 2020: Le Pari(s) des Enfoirés \| – \| \| 22. März 2020 – 28. März 2020 1 Woche \| 1 \| Gotthard \| #13 \| – \| \| 29. März 2020 – 4. April 2020 1 Woche \| 1 \| The Weeknd \| After Hours \| – \| \| 5. April 2020 – 25. April 2020 3 Wochen \| 3 \| (Verschiedene Interpreten) \| Sing meinen Song – Das Schweizer Tauschkonzert \| – \| \| 26. April 2020 – 2. Mai 2020 1 Woche \| 1 \| Samra \| Jibrail & Iblis \| – \| \| 3. Mai 2020 – 9. Mai 2020 1 Woche (insgesamt 2) \| 2 \| Bligg \| Okey Dokey II \| – \| \| 10. Mai 2020 – 16. Mai 2020 1 Woche \| 1 \| Chaostruppe \| Umverteilig (zu üs) \| – \| \| 17. Mai 2020 – 23. Mai 2020 1 Woche (insgesamt 2) \| 2 \| Bligg \| Okey Dokey II \| – \| \| 24. Mai 2020 – 30. Mai 2020 1 Woche \| 1 \| Calimeros \| Sommer, Sonne, Honolulu \| – \| \| 31. Mai 2020 – 6. Juni 2020 1 Woche \| 1 \| Verschiedene Interpreten \| Sing meinen Song – Das Tauschkonzert, Vol. 7 \| – \| \| 7. Juni 2020 – 13. Juni 2020 1 Woche \| 1 \| Lady Gaga \| Chromatica \| – \| \| 14. Juni 2020 – 20. Juni 2020 1 Woche \| 1 \| Thomas Anders & Florian Silbereisen \| Das Album \| – \| \| 21. Juni 2020 – 27. Juni 2020 1 Woche \| 1 \| Norah Jones \| Pick Me Up Off the Floor \| – \| \| 28. Juni 2020 – 11. Juli 2020 2 Wochen \| 2 \| Bob Dylan \| Rough and Rowdy Ways \| – \| \| 12. Juli 2020 – 18. Juli 2020 1 Woche \| 1 \| Pop Smoke \| Shoot for the Stars, Aim for the Moon \| – \| \| 19. Juli 2020 – 1. August 2020 2 Wochen \| 2 \| Die Amigos \| Tausend Träume \| – \| \| 2. August 2020 – 8. August 2020 1 Woche \| 1 \| Taylor Swift \| Folklore \| – \| \| 9. August 2020 – 15. August 2020 1 Woche \| 1 \| Apache 207 \| Treppenhaus \| – \| \| 16. August 2020 – 22. August 2020 1 Woche \| 1 \| Deep Purple \| Whoosh! \| – \| \| 23. August 2020 – 5. September 2020 2 Wochen \| 2 \| Beatrice Egli \| Mini Schwiiz, mini Heimat \| – \| \| 6. September 2020 – 12. September 2020 1 Woche \| 1 \| Yello \| Point \| – \| \| 13. September 2020 – 19. September 2020 1 Woche \| 1 \| Sophie Hunger \| Halluzinationen \| – \| \| 20. September 2020 – 26. September 2020 1 Woche \| 1 \| Bonez MC \| Hollywood \| – \| \| 27. September 2020 – 3. Oktober 2020 1 Woche \| 1 \| Capital Bra \| CB7 \| – \| \| 4. Oktober 2020 – 10. Oktober 2020 1 Woche \| 1 \| Schwiizergoofe \| 9 \| – \| \| 11. Oktober 2020 – 17. Oktober 2020 1 Woche \| 1 \| Gotthard \| Steve Lee – The Eyes of a Tiger – In Memory of Our Unforgotten Friend \| – \| \| 18. Oktober 2020 – 24. Oktober 2020 1 Woche \| 1 \| Kastelruther Spatzen \| Liebe für die Ewigkeit \| – \| \| 25. Oktober 2020 – 31. Oktober 2020 1 Woche \| 1 \| Francis Cabrel \| À l’aube revenant \| – \| \| 1. November 2020 – 21. November 2020 3 Wochen \| 3 \| Bruce Springsteen \| Letter to You \| – \| \| 22. November 2020 – 16. Januar 2021 8 Wochen \| 8 \| AC/DC \| Power Up \| – \| |                                           |                                           |                                                                       |                           |
| ← 2019 |                                           |                                           |                                                                       | → 2021 →                  |
| Zeitraum | Wo. ges.                                  | Interpret                                 | Titel                                                                 | Zusätzliche Informationen |
| (Zeitraum, Wochen auf Platz eins, Interpret, Titel, zusätzliche Informationen) |                                           |                                           |                                                                       |                           |
| 29. Dezember 2019 – 4. Januar 2020 1 Woche | 1                                         | Bushido & Animus                          | Carlo Cokxxx Nutten 4                                                 | –                         |
| 5. Januar 2020 – 11. Januar 2020 1 Woche (insgesamt 2) | 2                                         | Coldplay                                  | Everyday Life                                                         | –                         |
| 12. Januar 2020 – 18. Januar 2020 1 Woche | 1                                         | Daniela Alfinito                          | Liebes-Tattoo                                                         | –                         |
| 19. Januar 2020 – 25. Januar 2020 1 Woche | 1                                         | Chlyklass                                 | Deitinge Nord                                                         | –                         |
| 26. Januar 2020 – 8. Februar 2020 2 Wochen | 2                                         | Eminem                                    | Music to Be Murdered By                                               | –                         |
| 9. Februar 2020 – 15. Februar 2020 1 Woche | 1                                         | Loco Escrito                              | Estoy Bien                                                            | –                         |
| 16. Februar 2020 – 22. Februar 2020 1 Woche | 1                                         | Green Day                                 | Father of All Motherfuckers                                           | –                         |
| 23. Februar 2020 – 29. Februar 2020 1 Woche | 1                                         | Justin Bieber                             | Changes                                                               | –                         |
| 1. März 2020 – 7. März 2020 1 Woche | 1                                         | BTS                                       | Map of the Soul: 7                                                    | –                         |
| 8. März 2020 – 14. März 2020 1 Woche | 1                                         | Böhse Onkelz                              | Böhse Onkelz                                                          | –                         |
| 15. März 2020 – 21. März 2020 1 Woche | 1                                         | Les Enfoirés                              | 2020: Le Pari(s) des Enfoirés                                         | –                         |
| 22. März 2020 – 28. März 2020 1 Woche | 1                                         | Gotthard                                  | #13                                                                   | –                         |
| 29. März 2020 – 4. April 2020 1 Woche | 1                                         | The Weeknd                                | After Hours                                                           | –                         |
| 5. April 2020 – 25. April 2020 3 Wochen | 3                                         | (Verschiedene Interpreten)                | Sing meinen Song – Das Schweizer Tauschkonzert                        | –                         |
| 26. April 2020 – 2. Mai 2020 1 Woche | 1                                         | Samra                                     | Jibrail & Iblis                                                       | –                         |
| 3. Mai 2020 – 9. Mai 2020 1 Woche (insgesamt 2) | 2                                         | Bligg                                     | Okey Dokey II                                                         | –                         |
| 10. Mai 2020 – 16. Mai 2020 1 Woche | 1                                         | Chaostruppe                               | Umverteilig (zu üs)                                                   | –                         |
| 17. Mai 2020 – 23. Mai 2020 1 Woche (insgesamt 2) | 2                                         | Bligg                                     | Okey Dokey II                                                         | –                         |
| 24. Mai 2020 – 30. Mai 2020 1 Woche | 1                                         | Calimeros                                 | Sommer, Sonne, Honolulu                                               | –                         |
| 31. Mai 2020 – 6. Juni 2020 1 Woche | 1                                         | Verschiedene Interpreten                  | Sing meinen Song – Das Tauschkonzert, Vol. 7                          | –                         |
| 7. Juni 2020 – 13. Juni 2020 1 Woche | 1                                         | Lady Gaga                                 | Chromatica                                                            | –                         |
| 14. Juni 2020 – 20. Juni 2020 1 Woche | 1                                         | Thomas Anders & Florian Silbereisen       | Das Album                                                             | –                         |
| 21. Juni 2020 – 27. Juni 2020 1 Woche | 1                                         | Norah Jones                               | Pick Me Up Off the Floor                                              | –                         |
| 28. Juni 2020 – 11. Juli 2020 2 Wochen | 2                                         | Bob Dylan                                 | Rough and Rowdy Ways                                                  | –                         |
| 12. Juli 2020 – 18. Juli 2020 1 Woche | 1                                         | Pop Smoke                                 | Shoot for the Stars, Aim for the Moon                                 | –                         |
| 19. Juli 2020 – 1. August 2020 2 Wochen | 2                                         | Die Amigos                                | Tausend Träume                                                        | –                         |
| 2. August 2020 – 8. August 2020 1 Woche | 1                                         | Taylor Swift                              | Folklore                                                              | –                         |
| 9. August 2020 – 15. August 2020 1 Woche | 1                                         | Apache 207                                | Treppenhaus                                                           | –                         |
| 16. August 2020 – 22. August 2020 1 Woche | 1                                         | Deep Purple                               | Whoosh!                                                               | –                         |
| 23. August 2020 – 5. September 2020 2 Wochen | 2                                         | Beatrice Egli                             | Mini Schwiiz, mini Heimat                                             | –                         |
| 6. September 2020 – 12. September 2020 1 Woche | 1                                         | Yello                                     | Point                                                                 | –                         |
| 13. September 2020 – 19. September 2020 1 Woche | 1                                         | Sophie Hunger                             | Halluzinationen                                                       | –                         |
| 20. September 2020 – 26. September 2020 1 Woche | 1                                         | Bonez MC                                  | Hollywood                                                             | –                         |
| 27. September 2020 – 3. Oktober 2020 1 Woche | 1                                         | Capital Bra                               | CB7                                                                   | –                         |
| 4. Oktober 2020 – 10. Oktober 2020 1 Woche | 1                                         | Schwiizergoofe                            | 9                                                                     | –                         |
| 11. Oktober 2020 – 17. Oktober 2020 1 Woche | 1                                         | Gotthard                                  | Steve Lee – The Eyes of a Tiger – In Memory of Our Unforgotten Friend | –                         |
| 18. Oktober 2020 – 24. Oktober 2020 1 Woche | 1                                         | Kastelruther Spatzen                      | Liebe für die Ewigkeit                                                | –                         |
| 25. Oktober 2020 – 31. Oktober 2020 1 Woche | 1                                         | Francis Cabrel                            | À l’aube revenant                                                     | –                         |
| 1. November 2020 – 21. November 2020 3 Wochen | 3                                         | Bruce Springsteen                         | Letter to You                                                         | –                         |
| 22. November 2020 – 16. Januar 2021 8 Wochen | 8                                         | AC/DC                                     | Power Up                                                              | –                         |

## Jahreshitparaden
| ← 2019 ← | Liste der Nummer-eins-Hits in der Schweiz | Liste der Nummer-eins-Hits in der Schweiz                                      | Liste der Nummer-eins-Hits in der Schweiz | 2021 →   |
| \| Singles \| Position# \| Alben \| \| -------------------------------------------------------------------------------------------------------------------------------------------------------------------------------------------------------------------------------------- \| --------- \| ------------------------------------------------------------------------------ \| \| Blinding Lights The Weeknd Ahmad Balshe, Oscar Thomas Holter, Martin Karl Sandberg, Jason Matthew Quenneville, Abel Tesfaye \| 1 \| Power Up AC/DC \| \| Dance Monkey Tones and I Toni Elizabeth Watson \| 2 \| Sing meinen Song – Das Schweizer Tauschkonzert (Verschiedene Interpreten) \| \| Roses (Imanbek Remix) Saint Jhn Steven Gregory Drozd, Michael Lee Ivins, Wayne Michael Coyne, Carlos St. John Phillips, Lee Stashenko \| 3 \| When We All Fall Asleep, Where Do We Go? Billie Eilish \| \| Breaking Me Topic feat. A7S Molly Irvine, René Müller, Tobias Topic, Alexander Michael Tidebrink Stomberg \| 4 \| Letter to You Bruce Springsteen \| \| Savage Love (Laxed – Siren Beat) Jawsh 685 & Jason Derulo Jacob Kasher Hindlin, Jason Joel Desrouleaux, Philippe Henri Greiss, Joshua Christian Nanai \| 5 \| Steve Lee – The Eyes of a Tiger – In Memory of Our Unforgotten Friend Gotthard \| \| Rockstar DaBaby feat. Roddy Ricch Jonathan Lyndale Kirk, Rodrick Wayne Moore Jr., Ross Joseph Portaro IV \| 6 \| 9 Schwiizergoofe \| \| Jerusalema (Remix) Master KG feat. Burna Boy & Nomcebo Zikode Kgaogelo Moagi, Nomcebo Nothule Nkwanyana, Damini Ebunoluwa Ogulu \| 7 \| Map of the Soul: 7 BTS \| \| Ride It Regard Quentin Michel Volant, Alan Mark Sampson, Kamaljit Singh Jhooti \| 8 \| #13 Gotthard \| \| In Your Eyes Robin Schulz feat. Alida Dennis Bierbrodt, Jürgen Dohr, Guido Kramer, Stefan Dabruck, Robin Alexander Schulz, Daniel Deimann, Erik Gustaf Smaaland, Kristoffer Bwanausi-Tømmerbakke, Gaute Ormaasen, Alida Garpestad Peck \| 9 \| Rough and Rowdy Ways Bob Dylan \| \| Someone You Loved Lewis Capaldi Lewis Marc Capaldi, Benjamin Alexander Kohn, Peter Norman Cullen Kelleher, Thomas Andrew Searle Barnes, Samuel Elliot Roman \| 10 \| Shoot for the Stars, Aim for the Moon Pop Smoke \| |                                           |                                                                                |                                           |          |
| ← 2019 |                                           |                                                                                |                                           | → 2021 → |
| Singles | Position#                                 | Alben                                                                          |                                           |          |
| Blinding Lights The Weeknd Ahmad Balshe, Oscar Thomas Holter, Martin Karl Sandberg, Jason Matthew Quenneville, Abel Tesfaye | 1                                         | Power Up AC/DC                                                                 |                                           |          |
| Dance Monkey Tones and I Toni Elizabeth Watson | 2                                         | Sing meinen Song – Das Schweizer Tauschkonzert (Verschiedene Interpreten)      |                                           |          |
| Roses (Imanbek Remix) Saint Jhn Steven Gregory Drozd, Michael Lee Ivins, Wayne Michael Coyne, Carlos St. John Phillips, Lee Stashenko | 3                                         | When We All Fall Asleep, Where Do We Go? Billie Eilish                         |                                           |          |
| Breaking Me Topic feat. A7S Molly Irvine, René Müller, Tobias Topic, Alexander Michael Tidebrink Stomberg | 4                                         | Letter to You Bruce Springsteen                                                |                                           |          |
| Savage Love (Laxed – Siren Beat) Jawsh 685 & Jason Derulo Jacob Kasher Hindlin, Jason Joel Desrouleaux, Philippe Henri Greiss, Joshua Christian Nanai | 5                                         | Steve Lee – The Eyes of a Tiger – In Memory of Our Unforgotten Friend Gotthard |                                           |          |
| Rockstar DaBaby feat. Roddy Ricch Jonathan Lyndale Kirk, Rodrick Wayne Moore Jr., Ross Joseph Portaro IV | 6                                         | 9 Schwiizergoofe                                                               |                                           |          |
| Jerusalema (Remix) Master KG feat. Burna Boy & Nomcebo Zikode Kgaogelo Moagi, Nomcebo Nothule Nkwanyana, Damini Ebunoluwa Ogulu | 7                                         | Map of the Soul: 7 BTS                                                         |                                           |          |
| Ride It Regard Quentin Michel Volant, Alan Mark Sampson, Kamaljit Singh Jhooti | 8                                         | #13 Gotthard                                                                   |                                           |          |
| In Your Eyes Robin Schulz feat. Alida Dennis Bierbrodt, Jürgen Dohr, Guido Kramer, Stefan Dabruck, Robin Alexander Schulz, Daniel Deimann, Erik Gustaf Smaaland, Kristoffer Bwanausi-Tømmerbakke, Gaute Ormaasen, Alida Garpestad Peck | 9                                         | Rough and Rowdy Ways Bob Dylan                                                 |                                           |          |
| Someone You Loved Lewis Capaldi Lewis Marc Capaldi, Benjamin Alexander Kohn, Peter Norman Cullen Kelleher, Thomas Andrew Searle Barnes, Samuel Elliot Roman | 10                                        | Shoot for the Stars, Aim for the Moon Pop Smoke                                |                                           |          |